# 화석동물기
《화석동물기》는 일본의 학습만화이다.

## 소개

### 작가와 한국말 역간
다카시 요이치가 지었고, 그림은 요시카와 유타가가 그렸다. 한국어 버전은 자음과 모음에서 2006년 10권의 전집으로 역간하였고 고생물학자 양승영 경북대학교 사범대학 교수와 지질학자 좌용주 경상대학교 교수가 감수를 맡았다.

### 출연하는 고생물
공룡, 수장룡, 상어, 실러캔스, 매머드, 시조새,현재 모습의 코끼리로 진화하기 이전의 코끼리인 나우만 코끼리,거대한 초식동물 인드리코테리움, 익룡, 화석인류들이 등장한다.

### 내용
고생물 박물관에서 일하는 고생물학자들과 초등학생 남매 그리고 남동생이 다니는 초등학교 선생님, 아이들의 할아버지 혼령이 역사 탐정이 되어, 화석을 단서로 질문과 추리를 하면서 고생물학을 공부한다는 줄거리를 갖고 있다. 지식인으로서의 지성으로 미래를 비관적으로 내다보는 고생물학자 출신 점쟁이의 말을 통해 개발을 하면 경제적 효과가 발생한다는 경제적 논리를 내세우지만, 실제로는 욕심을 채우기 위해 자연에게 고통을 주는 탐욕과 이기심에 불과한 개발이 중단되지 않는다면 망하게 되어 있다고 경고한다. 생에 대한 경외를 가지도록 유도하는 것.